# استنلی گریزولد
استنلی گریزولد (به انگلیسی: Stanley Griswold) سناتور سابق عضو حزب دموکرات-جمهوری‌خواه بود. وی در سال 1809 میلادی سناتور ایالت اوهایو در سنای ایالات متحده آمریکا بود.